# Liste de musées dans le bailliage de Jersey
 (février 2019).
Le contenu est difficilement compréhensible vu les erreurs de traduction, qui sont peut-être dues à l'utilisation d'un logiciel de traduction automatique.
Cette liste des musées de Jersey, Channel Islands contient des musées qui sont définis dans ce contexte comme des institutions (y compris des organismes sans but lucratif, des entités gouvernementales et des entreprises privées) qui recueillent et soignent des objets d'intérêt culturel, artistique, scientifique ou historique. leurs collections ou expositions connexes disponibles pour la consultation publique. Sont également inclus les galeries d'art à but non lucratif et les galeries d'art universitaires. Les musées virtuels ne sont pas inclus.

## Musées
| Nom                                 | Image | Parish      | Type              | Résume                                                                                             |
| ----------------------------------- | ----- | ----------- | ----------------- | -------------------------------------------------------------------------------------------------- |
| Jersey Museum and Art Gallery       |       | St Helier   | Local             | Exploité par Jersey Heritage                                                                       |
| Hamptonne Country Life Museum       |       | St Lawrence | Country life      | Exploité par Jersey Heritage, propriété du National Trust for Jersey                               |
| Jersey War Tunnels                  |       | St Lawrence | Militaire         | Tunnels souterrains construits par les forces allemandes occupantes de 1941 à 1945                 |
| Elizabeth Castle                    |       | St Helier   | Chateau           | Exploité par Jersey Heritage                                                                       |
| Mont Orgueil                        |       | St Martin   | Chateau           | Exploité par Jersey Heritage                                                                       |
| La Hougue Bie                       |       | Grouville   | Local             | Exploité par Jersey Heritage                                                                       |
| Pallot Heritage Steam Museum        |       | Trinity     | Rail              | Exploité par L C Pallot Trust                                                                      |
| The Maritime Museum                 |       | St Helier   | Maritime          | Exploité par Jersey Heritage                                                                       |
| 16 New Street                       |       | St Helier   | Maison historique | website, géré par le National Trust for Jersey                                                     |
| Le moulin de Quétivel               |       | St Peter    | Moulin            | website, géré par le National Trust for Jersey                                                     |
| Le Moulin de Tesson                 |       | St Peter    | Moulin            | website, géré par le National Trust for Jersey                                                     |
| Greve De Lecq Barracks              |       | St Mary     | Militaire         | website, géré par le National Trust for Jersey                                                     |
| Battery Lothringen                  |       | St Brélade  | Militaire         | Quelques structures restaurées et exploitées par Society (Jersey) Limited                          |
| 10.5cm Coastal Defence Gun          |       | St Brélade  | Militaire         | website, exploité par la Channel Islands Occupation Society (Jersey) Limited, située à La Corbière |
| The Channel Islands Military Museum |       | St Ouen     | Militaire         | website, exploité par Damien Horn                                                                  |